# حارة الصياد (صنعاء)

تعديل مصدري - تعديل

حارة الصياد هي إحدى حارات حي بير العزب بمديرية التحرير إحد مديريات العاصمة اليمنية صنعاء، بلغ تعداد سكانها 3147 نسمة حسب تعداد اليمن لعام 2004.